# Tadao Onishi
Pour les articles homonymes, voir Onishi.
Tadao Onishi (大西 忠生, Onishi Tadao, né le 18 avril 1943 à Préfecture de Kyoto au Japon) est un footballeur japonais.